# Say Something (A Great Big World)
Say Something is een nummer uit 2014 van het Amerikaanse popduo A Great Big World en de Amerikaanse zangeres Christina Aguilera. Het is de tweede single van Is There Anybody Out There?, het debuutalbum van A Great Big World.
Er bestaan twee versies van het nummer. De eerste versie werd in 2013 uitgebracht en bevatte enkel vocals van A Great Big World. Toen deze versie werd gebruikt in de Amerikaanse versie van So You Think You Can Dance, merkte Christina Aguilera het nummer op. Aguilera was onder de indruk van het nummer en wilde met A Great Big World een nieuwe versie van het nummer maken. Niet veel later verscheen er een versie van "Say Something" waarop zowel zang van A Great Big World als Aguilera te horen waren.
"Say Something" is een ballad die gaat over een stukgelopen relatie. De originele versie deed nergens veel in de hitlijsten. De versie met Christina Aguilera werd daarentegen een wereldhit. In de Amerikaanse Billboard Hot 100 haalde deze versie de 4e positie. In de Nederlandse Top 40 haalde het de 19e positie, en in de Vlaamse Ultratop 50 wist het de nummer 1-positie te behalen.